# Drastamat Kanajan

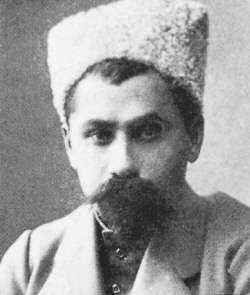
Drastamat Kanajan

Drastamat Kanajan, Դրաստամատ Կանայեան, genannt Dro (geboren 31. Mai 1884 in Igdir, Surmali, Russisches Kaiserreich; gestorben 8. März 1956 in Boston), war ein armenischer Militär und Politiker.

## Leben
Drastamat Kanajan besuchte die Schule in Igdir und das Gymnasium in Jerewan. 1902 schloss er sich – inspiriert von General Andraniks militärischen Erfolgen – der Armenischen Revolutionären Föderation (ARF) an. 1905 verübte er ein Attentat auf den zaristischen Gouverneur von Baku, Prinz V. I. Nakaschidse, wegen dessen Parteinahme in den blutigen Auseinandersetzungen zwischen Aserbaidschanern und Armeniern. 1907 war er in Alexandropol verantwortlich für das Attentat auf den Militärbefehlshaber Maksud Alichanow-Awarskij. Während des Ersten Weltkriegs war er Kombattant der Russischen Armee und führte einen armenischen Freiwilligenverband.
In der kurzen Zeit der 1918 ausgerufenen Demokratischen Republik Armenien organisierte er die Verteidigung gegen die türkische Invasion und kämpfte in der Schlacht von Sardarapat. Ende 1920 war er der letzte Verteidigungsminister der Republik. Nach dem Putsch der armenischen Bolschewiki und der Gründung der Armenischen Sowjetrepublik wurden er, seine Frau und sein Kind 1921 in Moskau vom NKWD inhaftiert. 1924 durfte er nach Rumänien emigrieren, Frau und Kind blieben als Geiseln in Omsk und wurden dort ermordet. In Rumänien schloss er sich den emigrierten Armeniern an, die ihm eine Stellung in der privatwirtschaftlichen Erdölindustrie vermittelten. 1938 wurde er in den Exekutiv-Ausschuss des ARF gewählt.
Während des Zweiten Weltkriegs hatte er die Hoffnung, dass Armenien nach einem militärischen Sieg Deutschlands über die Sowjetunion die Unabhängigkeit zurückerlangen würde. Er stellte auf deutscher Seite eine Legion aus sowjetischen Kriegsgefangenen armenischer Herkunft zusammen, die in der Sowjetunion kämpfte und dort weitgehend aufgerieben wurde. Bei Kriegsende geriet er kurzzeitig in US-amerikanische Kriegsgefangenschaft. Er lebte ab 1947 im Libanon und starb während eines Besuchs der USA, wo er auf dem Mount-Auburn-Friedhof beerdigt wurde. Im Jahr 2000 ließ seine zweite Frau Gayane Kanajan (1900–2005), die er 1935 in Rumänien geheiratet hatte, seinen Leichnam nach Armenien in ein für ihn errichtetes Mausoleum in Aparan überführen.